# Consilium in arena
Consilium in arena è un dipinto di Giambattista e Giovanni Domenico Tiepolo.

## Storia
Nel 1740 il conte udinese Filippo Florio aveva richiesto l'ammissione all'Ordine di Malta come cavaliere di giustizia, ma ne aveva ottenuto un netto rifiuto dal Priorato di Venezia, perché tutta la nobiltà udinese era ritenuta non avere i requisiti necessari all'iscrizione. Il Florio fece ricorso all'autorità di papa Benedetto XIV, il quale decise che la questione fosse dibattuta direttamente a Malta dal Gran Consiglio dell'Ordine.
Nel settembre del 1748 fu inviato a Malta il conte Antonio di Montegnacco per perorare la causa del Florio e vi riuscì talmente bene, che non solo il Florio, ma anche la nobiltà friulana ottenne il diritto di essere iscritto all'Ordine di Malta.
Al suo ritorno in città il conte di Montegnacco fu salutato come un vero e proprio eroe della Patria del Friuli e, per mantenere memoria di questo avvenimento, lo stesso conte commissionò al Tiepolo la realizzazione di un dipinto che raffigurasse il momento più emozionante della sua esposizione. Il conte Montegnacco fornì al Tiepolo anche una descrizione precisa e minuziosa di come si erano svolti gli accadimenti.
Nel 1785, alla morte del Montegnacco, il quadro passò in eredità a Tommaso de Rubeis, il quale lo donò successivamente alla città di Udine. Oggi l'opera è esposta nelle gallerie del Civici musei.

## Descrizione e stile
Il protagonista assoluto del quadro è il conte Antonio di Montegnacco, posto al centro della scena in posizione dominante.

## Attribuzione
I contemporanei avevano attribuito l'opera al solo Giovanni Battista, perché il Montegnacco commissionò il lavoro interamente al padre e veniva fatta risalire al periodo 1749-1750. A partire dal 1939 il critico Goering ha avanzato l'ipotesi di una collaborazione del figlio Giovanni Domenico, mentre successivamente altri critici (Furlan, Mariuz, Pignatti) hanno attribuito l'opera al solo figlio Giovanni Domenico e l'hanno datata al 1760 circa.
Allo stato attuale, la posizione della maggior parte dei critici d'arte (Paolo Rizzi) ritiene l'opera realizzata in collaborazione dal padre Giovanni Battista e dal figlio Giovanni Domenico e l'hanno retrodatata al 1750, molto più vicino temporalmente all'evento descritto.